# Maros Művészegyüttes
Maros Művészegyüttes – Állami Székely Népi Együttes néven alakult 1956 őszén, azzal a céllal, hogy összegyűjtse, feldolgozza és színpadon bemutassa a romániai magyarok, románok, németek és más nemzetiségek népdalait, táncait, szokásait, s előadja "azokat az új kórusműveket, zenekari szerzeményeket és témás táncokat, melyek a régi és legújabb folklórkutatásaink eredményeire épültek". Az együttes 134 taggal kezdte tevékenységét, ebből 60 kórustag, 24 táncos, 24 zenekari tag, 26 műszaki, adminisztrációs és művészeti vezető. A tagokat tehetséges műkedvelőkből toborozták. Alapító igazgató Hajdu Zoltán, őt követték az évek folyamán Szalman Lóránt karmester-igazgató, majd Tóth Erzsébet, Székely Dénes, Mircea Art. Mihai, Lateş Emilia. Adminisztratív igazgató Körösi Béla.
1959-től az együttes nevét Állami Dal- és Táncegyüttesre változtatták, majd 1970-től a helybeli Állami Filharmónia kórusaként működött tovább. Ugyanez év szeptember 1-én létrehozták a Maros Művészegyüttest 60-as létszámmal az Állami Filharmónia keretei között. Csak 1980 májusától önálló intézmény, ezen név alatt működik mindmáig román és magyar részleggel.
Az együttes első bemutatkozása 1957. május 31-én volt Marosvásárhelyen a székely lakodalmi népszokásokból ihletődött Erdélyi képek c. zenés-táncos műsorral. Fennállása óta egy teljes és egy kamara-műsorral jelentkezik a nagyközönség előtt. Több száz nagy sikerű előadás és több millió néző jelzi az együttes útját a legeldugottabb falutól a nagyvárosokig. Nevezetesebb műsorai: Bokréta; Avastól a Küküllőig; Virágzó Marosmentén; Felsütött a nap sugára; Muzsikáló tájak; Este guzsalyosban; Királyfalvi szőlőhegyen; Fenyvesek alján. A kamara-műsorok közül kiemelkedő: Hegyen-völgyön muzsikaszó; Perdülj szoknyám; Ugorj a táncba.
A kórus a zenés-táncos műsorokban való részvétel mellett önálló estekkel is jelentkezett a klasszikus és kortárs hazai és nemzetközi kórusirodalom gyöngyszemeiből válogatott művekkel. Nevezetes rendezvénye volt egy Kodály-kórushangverseny s egy madrigál-hangverseny.
1963-ban került sor az első lemezfelvételekre az Electrecord stúdióban, reneszánsz és modern madrigálokból, majd több lemezfelvétel készült a kórus népdalfeldolgozásaiból és a népdal szólistáinak műsorából. 1969-től kezdve az együttes sűrűn szerepelt a Román Televízió műsorában is, egészen a magyar adások beszüntetéséig. Külföldi szereplések: Jugoszlávia (1969), NSZK (1972), Magyarország (1975, 1980), Mongólia, Korea, Kína, Szovjetunió (1977), Csehszlovákia (1990), Franciaország (1991). Az együttes egy kisebb csoportja 1971-ben és 1978-ban az Amerikai Egyesült Államokban és Kanadában is vendégszerepelt.
A "nagy együttes" mellett már 1957 őszén létrejött a gyermekegyüttes is, melynek zenei kíséretét a "nagy együttes" biztosította. Nevezetesebb bemutatói: Bíborkáné lánya; Virágkoszorú. 1969-ben a gyermekegyüttest a helyi Pionírházhoz helyezték át.
A Maros Művészegyüttes karmesterei voltak az évek folyamán: Szalman Lóránt, Szabó Csaba, Szarvady Gyula, Hencz József, Birtalan József és Birtalan Judit. Betanító karmesterek: Tóth Sándor, Hubbes Walter. Koreográfus táncmesterek: Éghy Ghyssa, Domokos István, Haáz Sándor (alapítók), Székely Dénes, Lőrincz Lajos. Kosztüm- és díszlettervező: Orbán Irma. Művészeti titkárok: Forró László, Fejér Elemér, Kozma Mátyás, Fátyol Tibor, Pávai István.

## Képtár

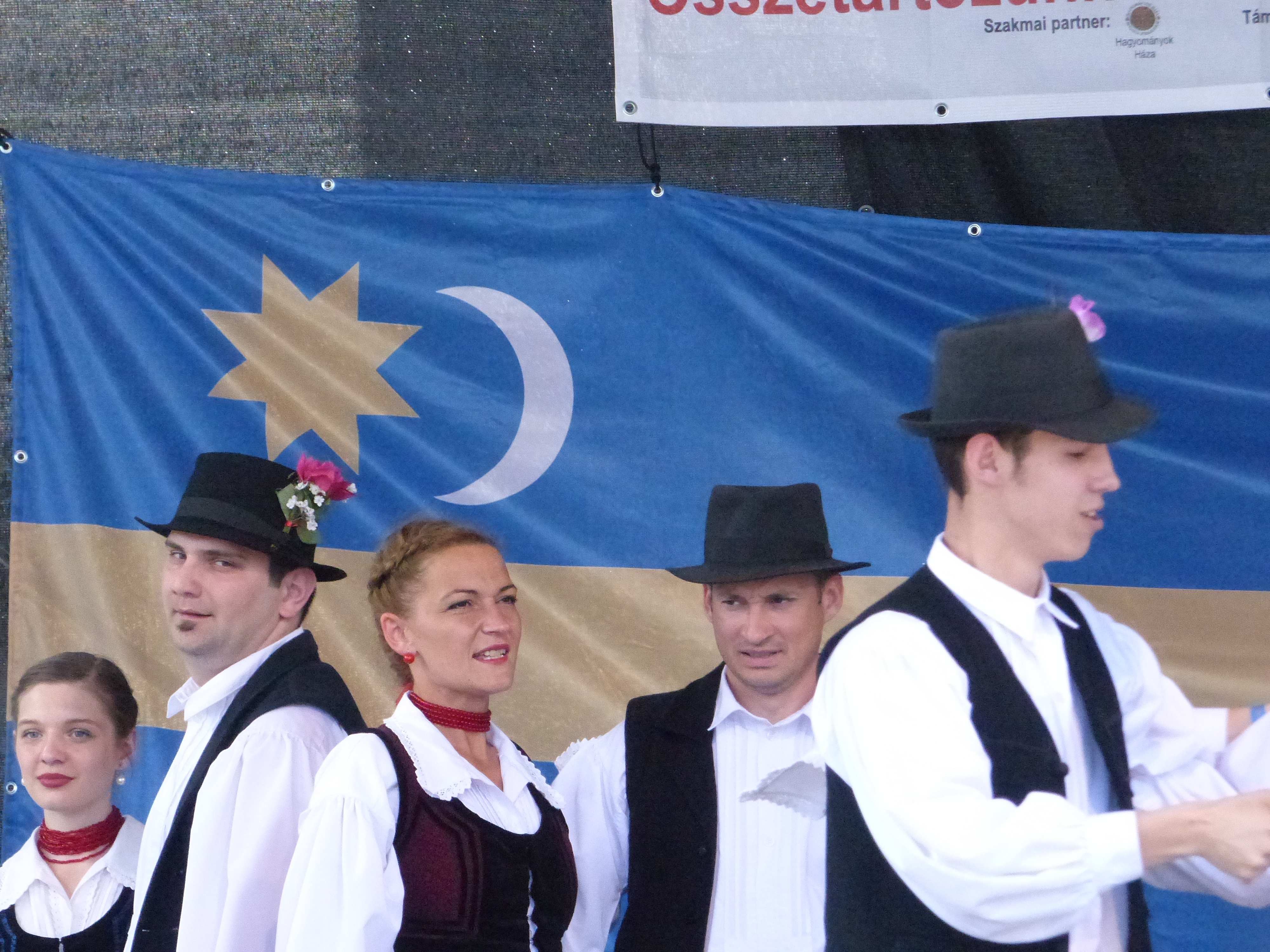
Maros Művészegyüttes - Székely Fesztivál, 2017
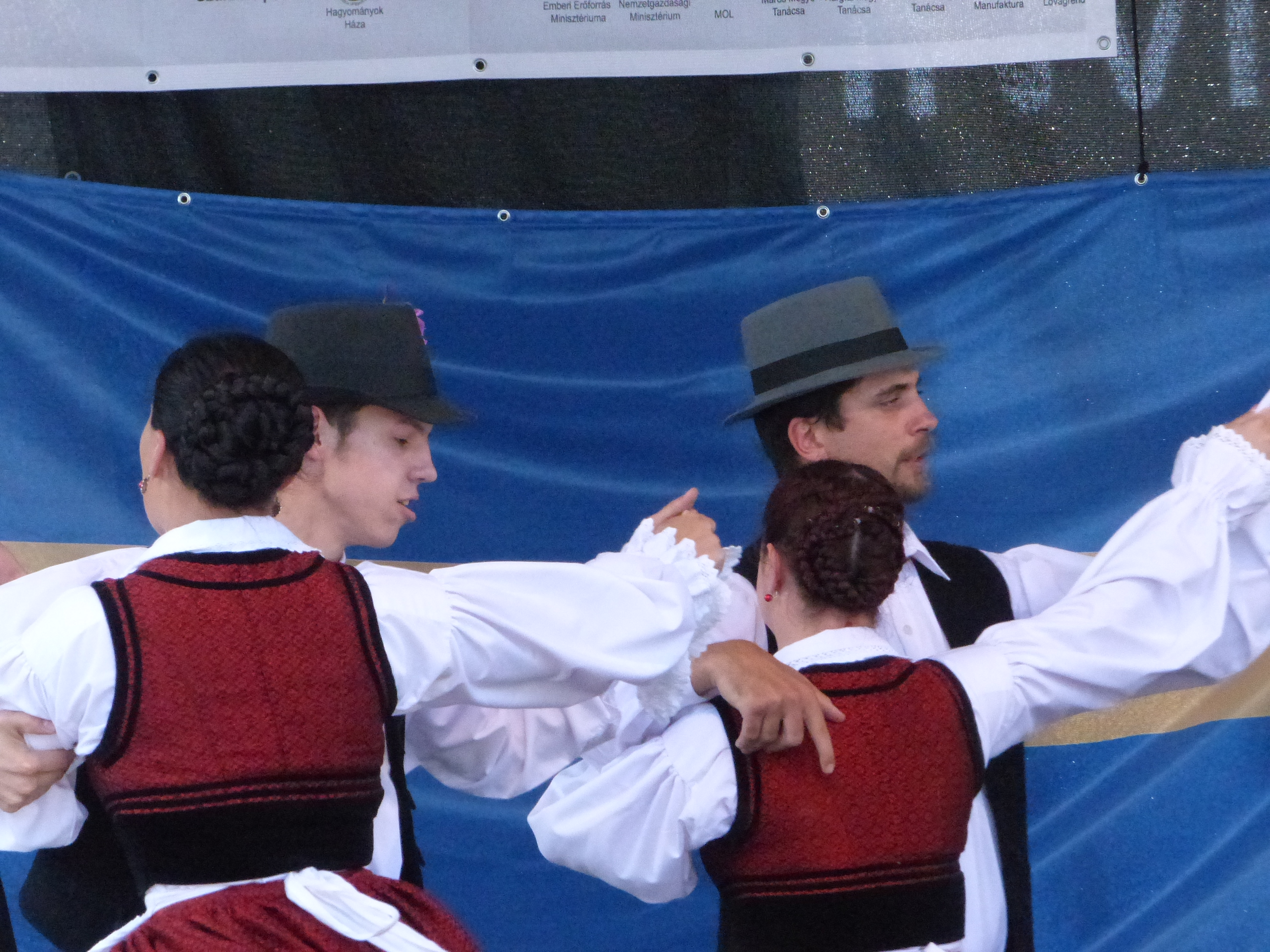
Maros Művészegyüttes - Székely Fesztivál, 2017
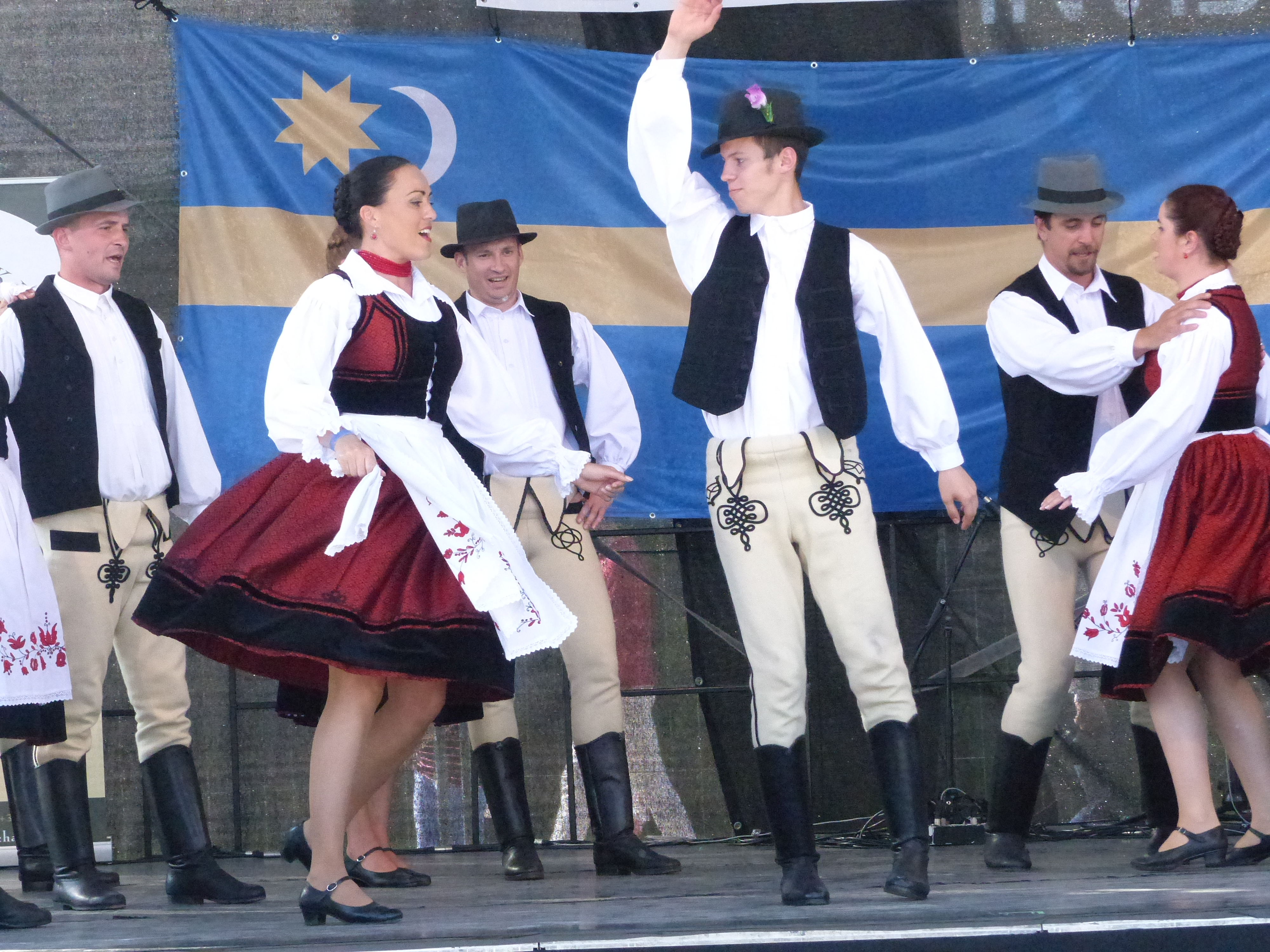
Maros Művészegyüttes - Székely Fesztivál, 2017
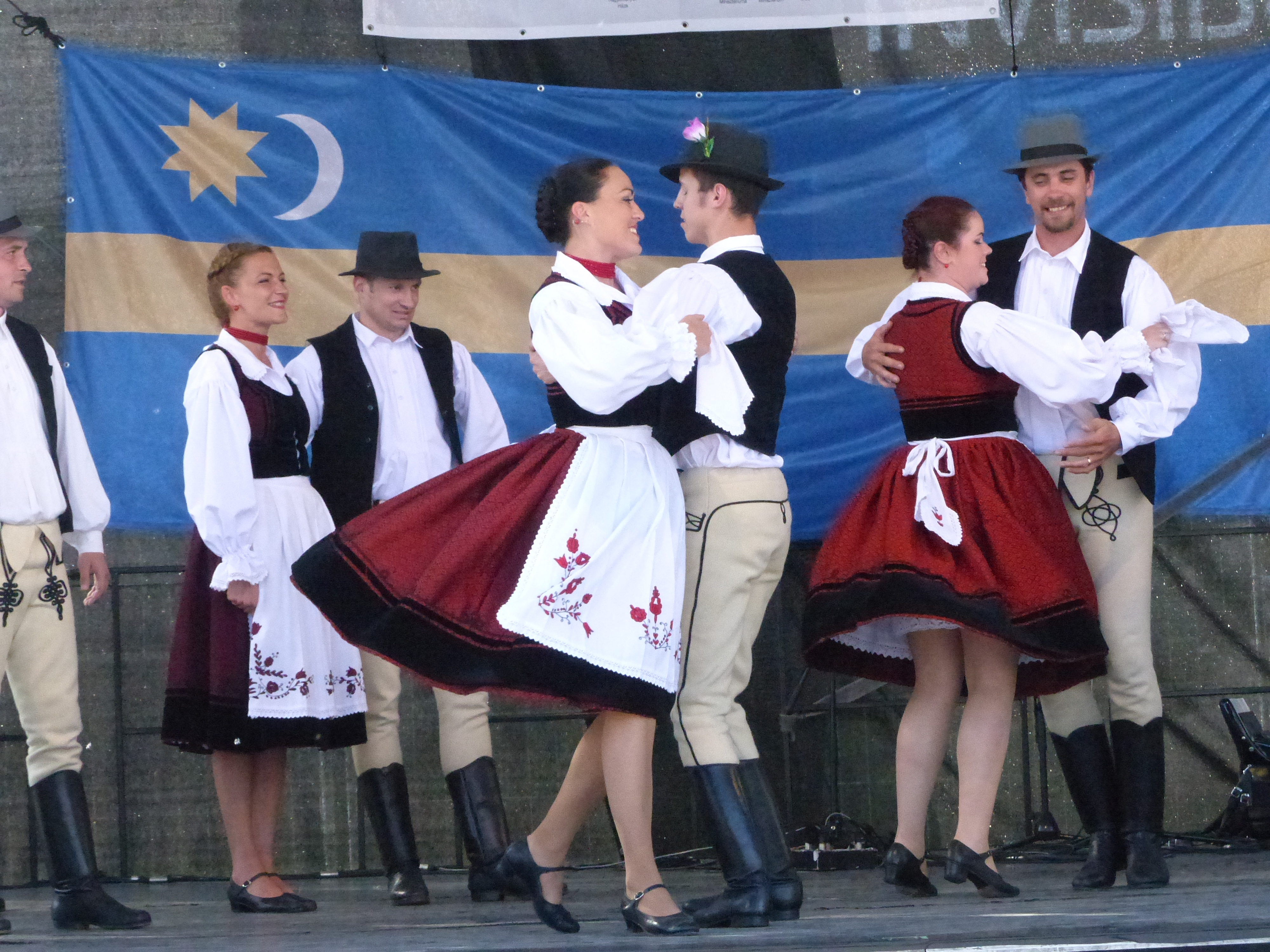
Maros Művészegyüttes - Székely Fesztivál, 2017
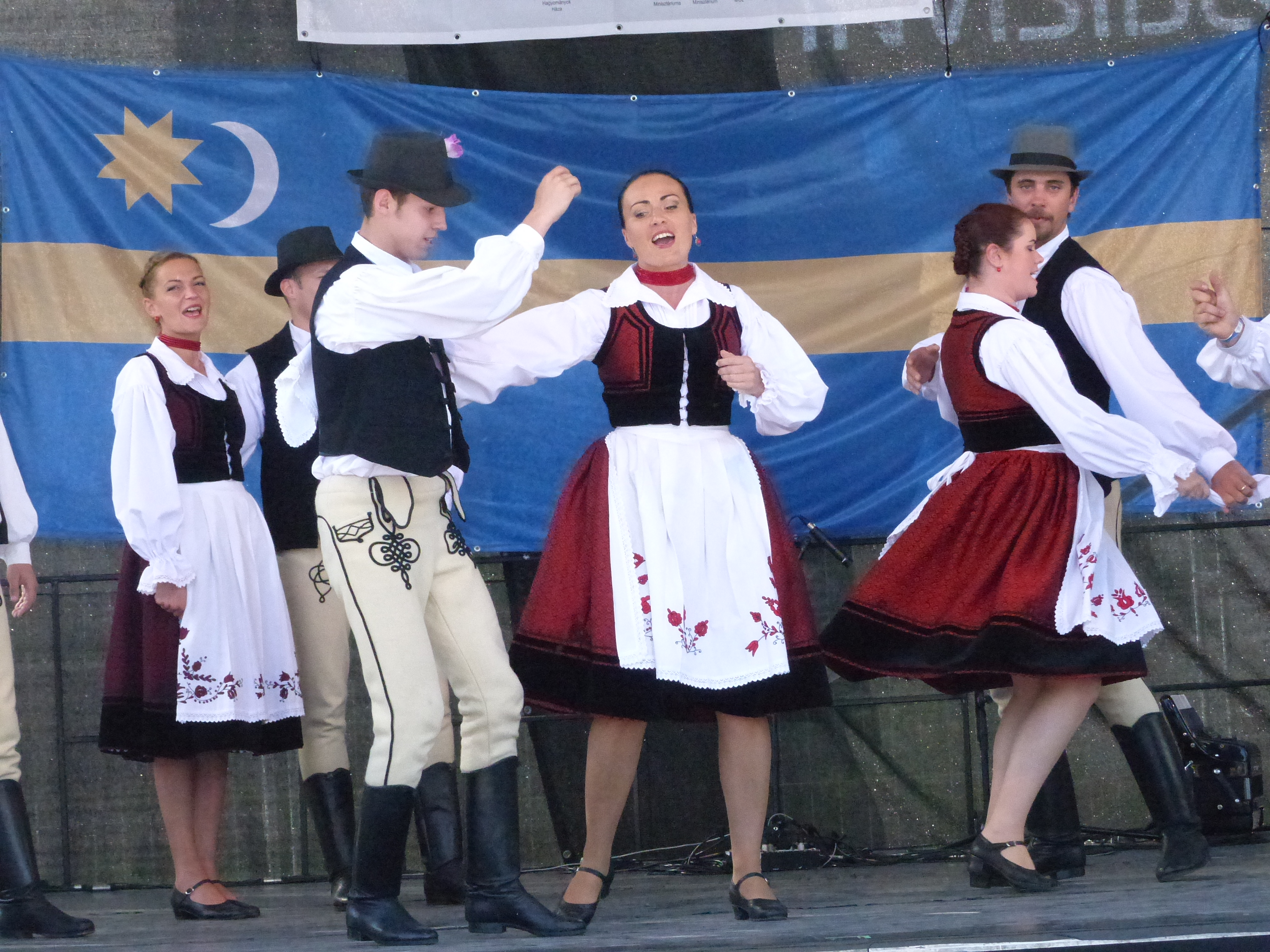
Maros Művészegyüttes - Székely Fesztivál, 2017
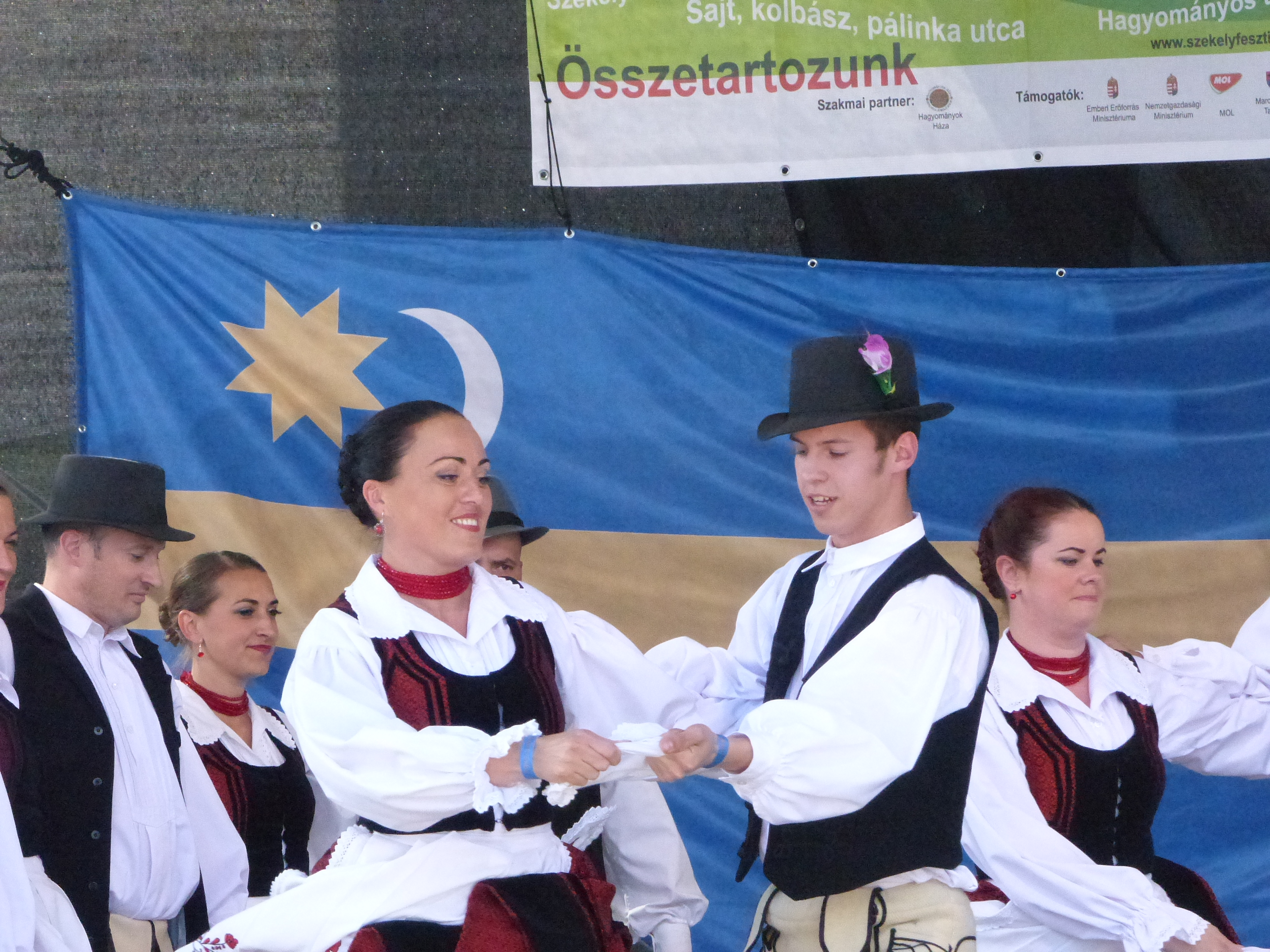
Maros Művészegyüttes - Székely Fesztivál, 2017
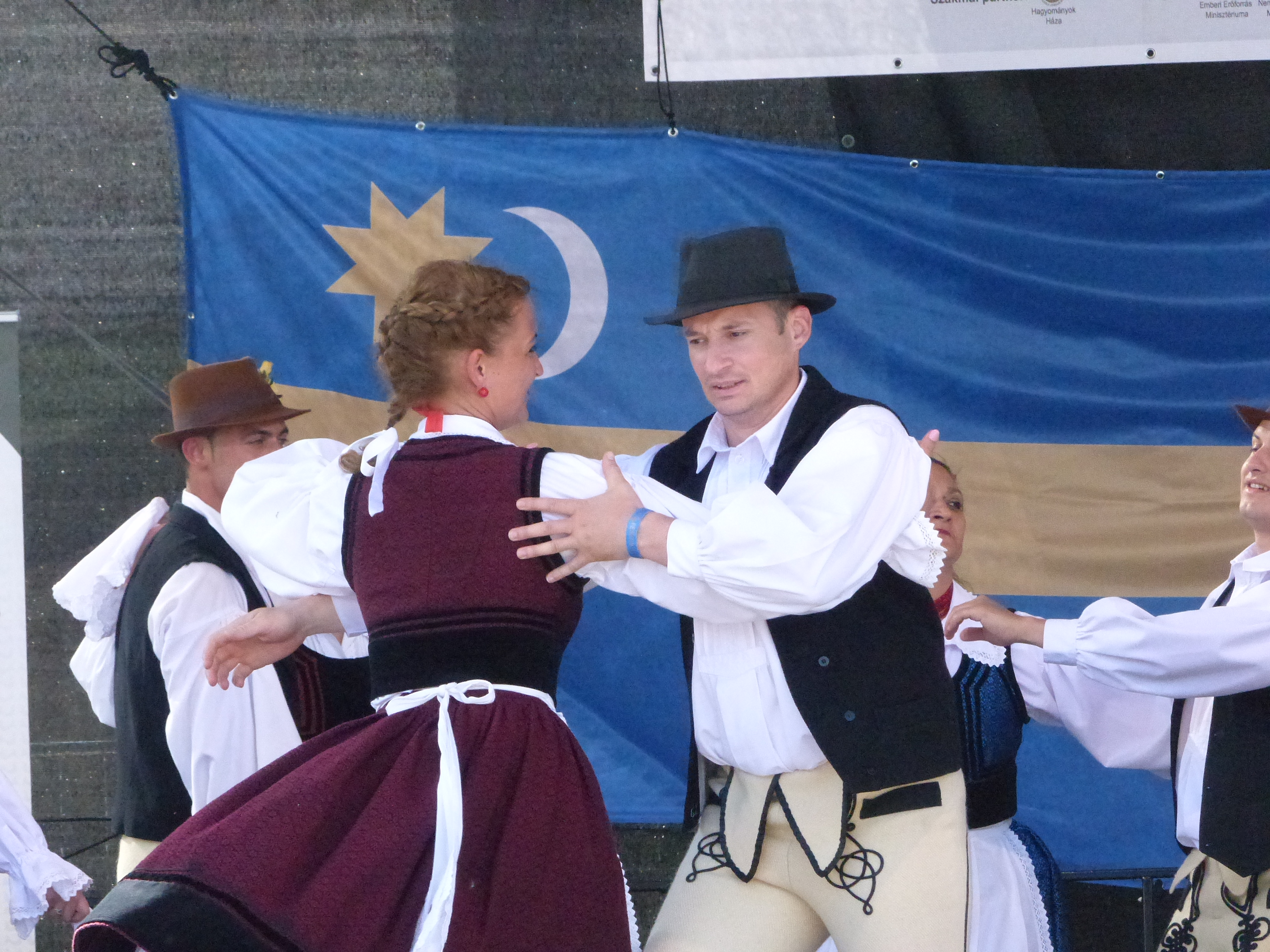
Maros Művészegyüttes - Székely Fesztivál, 2017
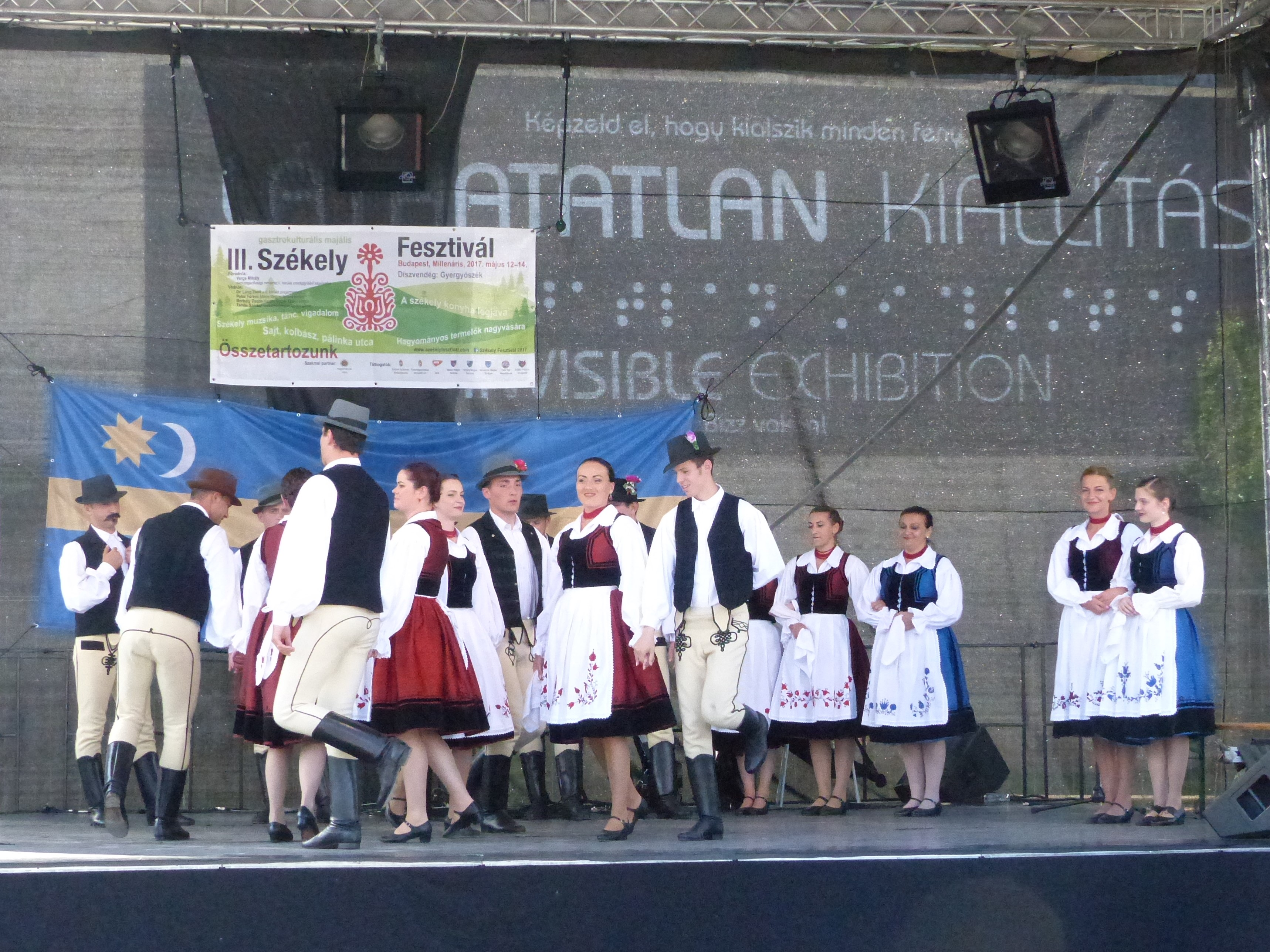
Maros Művészegyüttes - Székely Fesztivál, 2017
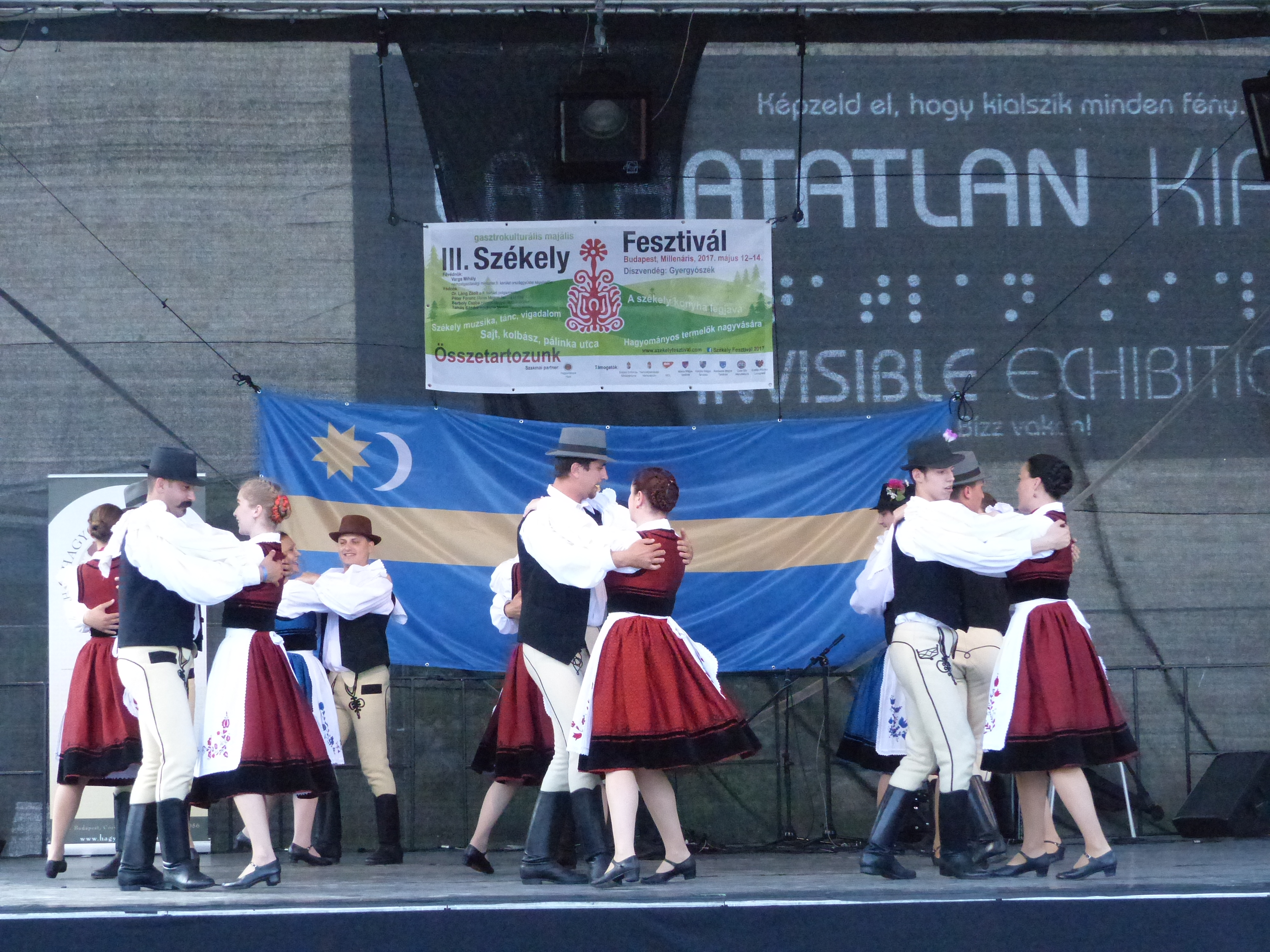
Maros Művészegyüttes - Székely Fesztivál, 2017
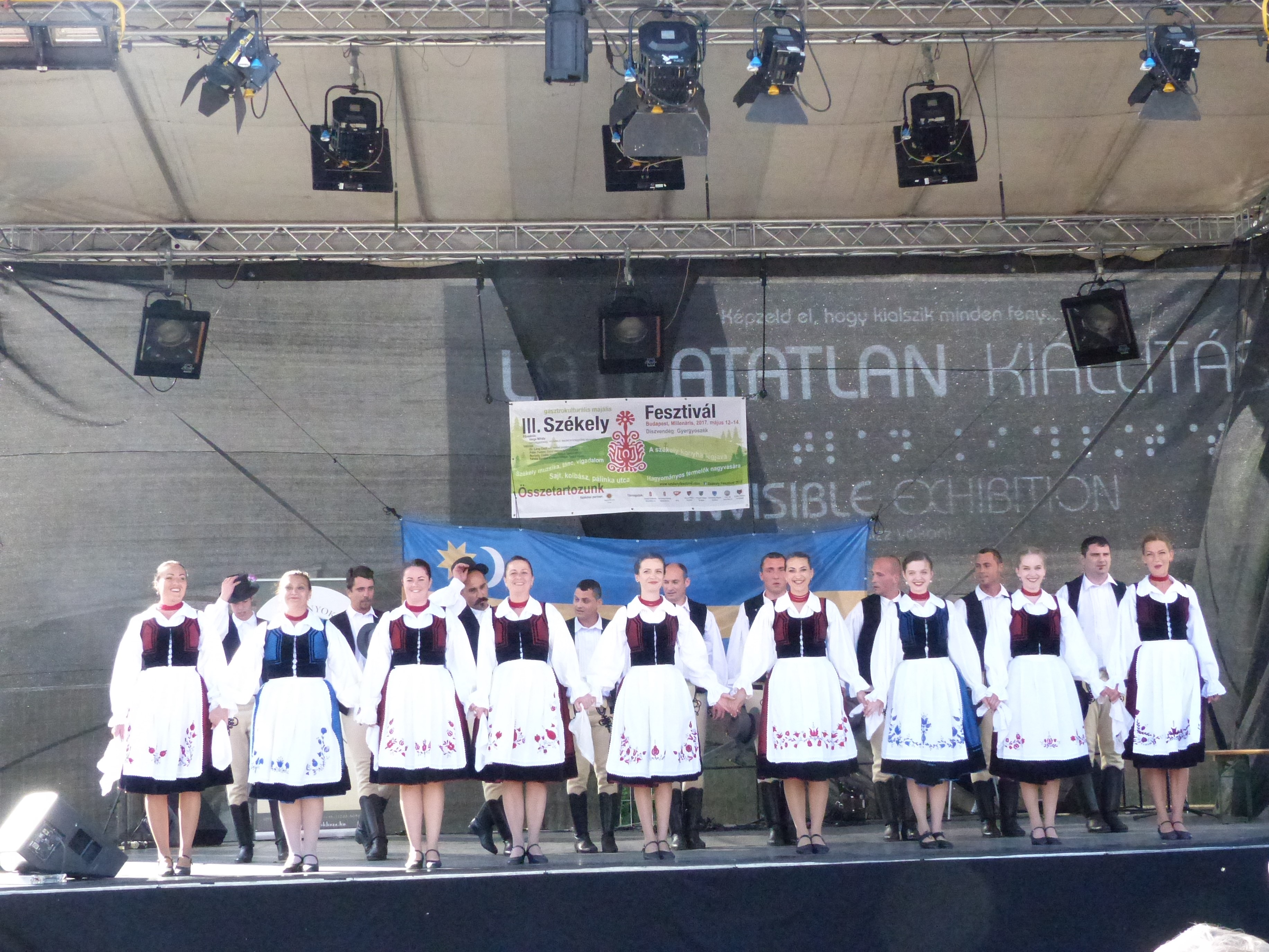
Maros Művészegyüttes - Székely Fesztivál, 2017
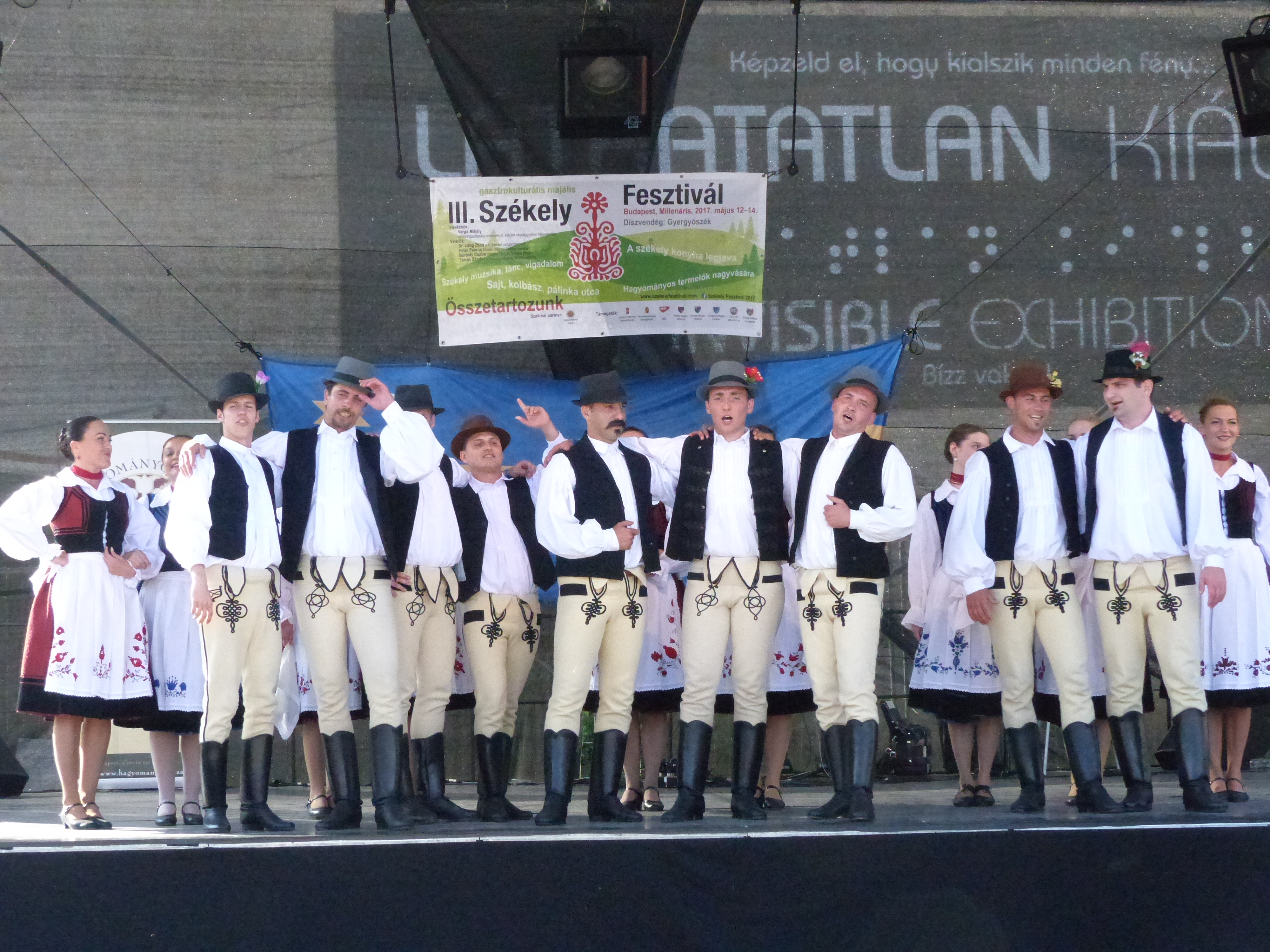
Maros Művészegyüttes - Székely Fesztivál, 2017